# Bárbara Clara
Bárbara Clara Pereira (Maturín, Monagas, 13 de julio de 1981), más conocida como Bárbara Clara, es una actriz y exmodelo venezolana que vive y trabaja en Italia actualmente.

## Biografía
Bárbara Clara nació en Venezuela. Específicamente en la ciudad de Maturín, de padre Italiano y madre portuguesa . En 2000 participó en el Miss Italia en el Mundo y ganó la competencia. Esto le abriría muchas puertas a nivel de la prensa europea, y posteriormente a la labor de modelo se sumaría la de actriz. 
Desde joven mostró interés en las artes en general, en especial la música, y es así como formó el dúo musical Cinema2 con Andrea Delogu, también conocido en Estados Unidos , con el que forma parte del elenco de Saturday Night Live de Milán.
A partir del verano de 2010 llega su primer papel protagónico en la telenovela CentoVetrine donde interpreta el personaje de Viola Castelli. En septiembre de 2012 rueda una película titulada Un'insolita vendemmia estrenada en cines el 11 de abril de 2013.

## Filmografía

### Cine
- Un'insolita vendemmia, regia di Daniele Carnacina (2012)
- Vendetta!, regia di Joe Vignola – cortometraggio (2017)
- Non è un paese per giovani, regia di Giovanni Veronesi (2017)

### Televisión
- Centovetrine, varios directores – Serie de TV (2010-2015)
- Mientras acabe bien - La tormenta, dirigida por Fabrizio Costa - Película para televisión (2014)
- Mario 2 – Serie de TV de Maccio Capatonda (2014)
- Bodas y otras locuras, dirigida por Laura Muscardin – Serie de TV (2015)
- The Alligator, dirigida por Emanuele Scaringi - Serie de TV, episodios 1x03 - 1x04 (2020)

## Programas de televisión
- Miss Italia en el mundo ( Rai 1, 2000) Competidora, Ganadora
- Miss Venezuela ( Venevisión, 2004) Concursante
- Saturday Night Live ( Italia 1, 2008)

## Nota
1. ↑  cinetivu.com

## enlaces externos
- Barbara Clara conduttrice di Rai1 spot rai.it

- Datos: Q3634603